# Гайбатулла Ахундзада
Мавлаві Гайбатулла (Гібатулла) Ахундзада (1960 , Панджавіd, Королівство Афганістан ) — афганський релігійний і політичний діяч, богослов, чинний голова радикального ісламістського руху Талібан (з 2016 року). Емір Ісламського Емірата Афганістан (з 2021 року). Як улем, Гібатулла Ахундзада ухвалював більшість фетв і був головним суддею Талібану (ісламських судів).

## Біографія
Гібатулла Ахундзада народився 7 червня 1961 року в одному зі сіл у районі Панджваї на півдні афганської провінції Кандагар. Виходець з пуштунського племені нурзай. Його батько, — Мулла Мохаммад Ахунд — був імамом місцевої мечеті. Його сім'я не володіла землею і повністю залежала від тих підношень, які парафіяни дарували його батькові у вигляді грошей або частини врожаю. Після введення радянських військ в Афганістан вони перебралися до Кветти. Гайбатулла продовжив навчання в одній з перших семінарій, заснованих в районі Сарнан.
У 1980-і роки Ахундзада воював на боці афганських моджахедів проти радянських військ і урядових сил ДРА. У 1990-ті роки був одним з перших, хто приєднався до руху «Талібан». Після захоплення Кабула талібами в 1996 році однією із перших посад Гібатулли Ахундзади став пост співробітника «міністерства з розповсюдження чесноти і запобігання пороку» в провінції Фарах. Згодом переїхав до Кандагару, де працював викладачем у медресе, у якій навчалося понад 100 000 учнів і яку очолював особисто Мулла Омар.

## Повернення в Афганістан
29 серпня 2021 року Ахундзада повернувся до Афганістану для проведення перемовин з іншими керівниками талібів щодо ситуації в Афганістані та формування майбутньої політичної системи країни.